# Combiné alpin
Ne doit pas être confondu avec Combiné nordique.
Le combiné alpin ou super combiné dans sa version contemporaine, est une discipline sportive de compétition de la famille des sports d'hiver et relevant du ski alpin.

## Histoire
Apparu en 1932 à Cortina d'Ampezzo(Italie) à l'occasion des championnats du monde de ski alpin,  cette discipline associe dans sa forme historique une épreuve de vitesse (descente) et une épreuve technique (slalom).

## Principe
Le combiné alpin, disputé sur deux manches avec une épreuve de vitesse et une épreuve technique, met en valeur la polyvalence des compétiteurs (vitesse et technique). Un classement est établi après l'épreuve de descente et seuls les trente premiers sont qualifiés pour la manche de slalom.

## Évolution de la discipline
En 2005, la discipline évolue et devient le super combiné. Il comprend une épreuve de Super-G à la place de la descente et le slalom se dispute le jour même du Super-G. Lors de l'épreuve de slalom, c'est le skieur ayant réalisé le meilleur temps en Super-G qui part le premier. Le vainqueur est le skieur réalisant le temps le plus rapide sur les deux épreuves.
Cette discipline est en sursis car elle connaît une désaffection qui pourrait remettre en cause son existence parmi les épreuves de ski alpin : l'épreuve de combiné disparaît de la coupe du monde. L'une des raisons serait la tendance à l'hyperspécialisation des skieurs (descendeurs ou slalomeurs) alors que le combiné alpin exige d'être un skieur complet, d'où leur désintérêt pour cette épreuve. La discipline de combiné est néanmoins maintenue pour les Jeux olympiques d'hiver de 2022.

## Compétitions

### Coupe du monde
En 2020, la discipline du combiné alpin disparaît de la programmation des compétitions de ski en Coupe du monde de ski alpin.